# وزارة الإسكان والتنمية العمرانية والتعمير (ألمانيا)
الوزارة الاتحادية للإسكان والتنمية العمرانية والتعمير (بالألمانية: Bundesministerium für Wohnen, Stadtentwicklung und Bauwesen) تُختصر BMWSB، هي وزارة اتحادية في جمهورية ألمانيا الاتحادية يقع مقرها الرئيسي في برلين. يرأس الوزارة منذ 8 ديسمبر 2021 كلارا غايفيتس من الحزب الديمقراطي الاجتماعي (SPD).
أُنشأت الوزارة عام 1949 وحُلّت عام 1998 وعادت إلى الوجود مرة أخرى في 8 ديسمبر 2021. وقد تغير الاسم عدة مرات على مر الوقت، في البداية أُطلق عليها اسم الوزارة الاتحادية لإعادة الإعمار، من 1950 إلى 1961 الوزارة الاتحادية للإسكان، حتى عام 1965 الوزارة الاتحادية للإسكان والتنمية العمرانية والتخطيط، ثم الوزارة الاتحادية للإسكان والتنمية الحضرية وبترتيب معكوس باسم الوزارة الاتحادية للتنمية العمرانية والإسكان بين عامي 1969 و 1972، حتى سُميت أخيرًا الوزارة الاتحادية للتخطيط والبناء والتنمية العمرانية عام 1972 م والتي استمرت حتى حلها. في عام 1998 اندمجت الوزارة البناء مع وزارة النقل لتشكيل وزارة النقل والبناء والإسكان. من عام 2013 إلى عام 2018 كان قسم البناء تابعًا لوزارة البيئة، من 2018 إلى 2021 كان جزءًا من وزارة الداخلية. بعد تشكيل حكومة شولتس ظهرت الوزارة مرة أخرى كوزارة اتحادية مستقلة وتحمل اسم الوزارة الاتحادية للإسكان والتنمية العمرانية والبناء.

## الوزراء

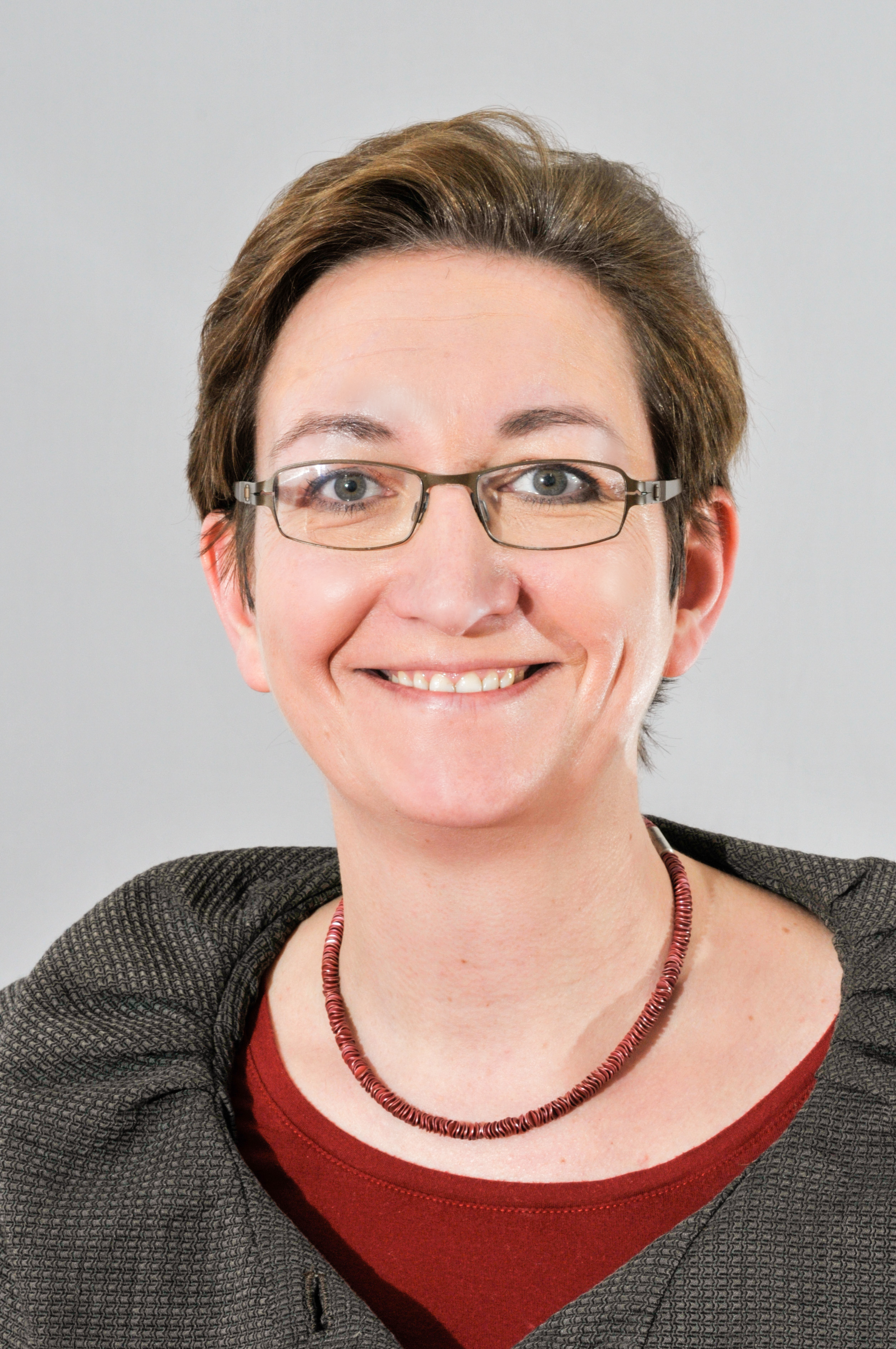
Klara Geywitz

الحزب السياسي:
  الحزب الديمقراطي الحر (FDP)
  الاتحاد الديمقراطي المسيحي (CDU)
  CSU
  الحزب الديمقراطي الاجتماعي (SPD)
| الاسم (الميلاد–الوفاة)                                      | الاسم (الميلاد–الوفاة)                            | الصورة                                            | الحزب                                             | فترة شغل المنصب                                   | فترة شغل المنصب                                   | الحكومة                                                          |
| وزير إعادة الإعمار، اعتباراً من 1950: وزير الإسكان           | وزير إعادة الإعمار، اعتباراً من 1950: وزير الإسكان | وزير إعادة الإعمار، اعتباراً من 1950: وزير الإسكان | وزير إعادة الإعمار، اعتباراً من 1950: وزير الإسكان | وزير إعادة الإعمار، اعتباراً من 1950: وزير الإسكان | وزير إعادة الإعمار، اعتباراً من 1950: وزير الإسكان | وزير إعادة الإعمار، اعتباراً من 1950: وزير الإسكان                |
| ----------------------------------------------------------- | ------------------------------------------------- | ------------------------------------------------- | ------------------------------------------------- | ------------------------------------------------- | ------------------------------------------------- | ---------------------------------------------------------------- |
| 1                                                           | Eberhard Wildermuth (1890–1952)                   |                                                   | FDP                                               | 20 سبتمبر1949                                     | 9 مارس 1952                                       | حكومة أديناور الأولى                                             |
| 2                                                           | Fritz Neumayer (1917–1989)                        |                                                   | FDP                                               | 19 يوليو 1952                                     | 20 أكتوبر 1953                                    | حكومة أديناور الأولى                                             |
| 3                                                           | Victor-Emanuel Preusker (1913–1991)               |                                                   | FDP                                               | 20 أكتوبر 1953                                    | 29 أكتوبر 1957                                    | حكومة أديناور الثانية                                            |
| 4                                                           | Paul Lücke (1914–1976)                            |                                                   | CDU                                               | 29 أكتوبر 1957                                    | 14 نوفمبر 1961                                    | حكومة أديناور الثالثة                                            |
| وزير الإسكان والتنمية العمرانية والتخطيط                    |                                                   |                                                   |                                                   |                                                   |                                                   |                                                                  |
| (4)                                                         | Paul Lücke (1914–1976)                            |                                                   | CDU                                               | 14 نوفمبر 1961                                    | 26 أكتوبر 1965                                    | حكومة أديناور الرابعة حكومة أديناور الخامسة حكومة إيرهارد الأولى |
| وزير الإسكان والتنمية العمرانية                             |                                                   |                                                   |                                                   |                                                   |                                                   |                                                                  |
| 5                                                           | إيفالد بوخر (1914–1991)                           |                                                   | FDP                                               | 26 أكتوبر 1965                                    | 28 أكتوبر 1966                                    | حكومة إيرهارد الثانية                                            |
| 6                                                           | برونو هيك (1917–1989)                             |                                                   | CDU                                               | 8 نوفمبر 1966                                     | 30 نوفمبر 1966                                    | حكومة إيرهارد الثانية                                            |
| 7                                                           | Lauritz Lauritzen (1910–1980)                     |                                                   | SPD                                               | 1 ديسمبر 1966                                     | 21 أكتوبر 1969                                    | حكومة كيزينغر                                                    |
| وزير التنمية العمرانية والإسكان                             |                                                   |                                                   |                                                   |                                                   |                                                   |                                                                  |
| (7)                                                         | Lauritz Lauritzen (1910–1980)                     |                                                   | SPD                                               | 22 أكتوبر 1969                                    | 15 ديسمبر 1972                                    | حكومة براندت الأولى                                              |
| وزير التخطيط والبناء والتنمية العمرانية                     |                                                   |                                                   |                                                   |                                                   |                                                   |                                                                  |
| 8                                                           | هانز يوخن فوغل (1926–2020)                        |                                                   | SPD                                               | 15 ديسمبر 1972                                    | 16 مايو 1974                                      | حكومة براندت الثانية                                             |
| 9                                                           | Karl Ravens (1927–2017)                           |                                                   | SPD                                               | 16 مايو 1974                                      | 16 فبراير 1978                                    | حكومة شميدت الأولى حكومة شميدت الثانية                           |
| 10                                                          | Dieter Haack (1934)                               |                                                   | SPD                                               | 16 فبراير 1978                                    | 1 أكتوبر 1982                                     | حكومة شميدت الثانية حكومة شميدت الثالثة                          |
| 11                                                          | أوسكار شنايدر (1927)                              |                                                   | CSU                                               | 1 أكتوبر 1982                                     | 21 أبريل 1989                                     | حكومة كول الأولى حكومة كول الثانية حكومة كول الثالثة             |
| 12                                                          | جيردا هاسلفيلدت ‏ (1950)                           |                                                   | CSU                                               | 21 أبريل 1989                                     | 18 يناير 1991                                     | حكومة كول الثالثة                                                |
| 13                                                          | Irmgard Schwaetzer (1942)                         |                                                   | FDP                                               | 18 يناير 1991                                     | 17 نوفمبر 1994                                    | حكومة كول الرابعة                                                |
| 14                                                          | كلاوس توبفر (1938)                                |                                                   | CDU                                               | 17 نوفمبر 1994                                    | 14 يناير 1998                                     | حكومة كول الخامسة                                                |
| 15                                                          | إدوارد أوزفالد (1947)                             |                                                   | CSU                                               | 14 يناير 1998                                     | 26 أكتوبر 1998                                    | حكومة كول الخامسة                                                |
| أُلغيت الوزارة في الفترة من 26 أكتوبر 1998 إلى 8 ديسمبر 2021 |                                                   |                                                   |                                                   |                                                   |                                                   |                                                                  |
| وزير الإسكان والتنمية العمرانية والتعمير                    |                                                   |                                                   |                                                   |                                                   |                                                   |                                                                  |
| 16                                                          | كلارا غايفيتس (1976)                              |                                                   | SPD                                               | 8 ديسمبر 2021                                     | في المنصب                                         | حكومة شولتس                                                      |